# أبو عامر الأزدي
أبو عامر محمود بن القاسم بن أبي منصور محمد بن محمد بن عبد الله بن علي بن حسين بن محمد بن مقاتل بن صبيح بن ربيع بن عبد الملك بن يزيد بن المهلب بن أبي صفرة الأزدي المهلبي الهروي الشافعي من كبار أئمة المذهب الشافعي. حدث بجامع الترمذي عن عبد الجبار الجراحي.

## طلبه للعلم
سمع من جده أبي منصور الأزدي، وعبد الجبار الجراحي، وأبي عمر محمد بن الحسين البسطامي، وأبي معاذ أحمد بن محمد الصيرفي، والحافظ أحمد بن محمد الجارودي، وأبي معاذ بن عبس الزأغاني، وبكر بن محمد المروروذي، وجماعة. روى عنه المؤتمن الساجي، وابن طاهر، وأبو نصر اليونارتي، وصاعد بن سيار، وزاهر بن طاهر، وأبو جعفر محمد بن أبي علي، وأبو الفتح عبد الملك الكروخي المجاور، وأبو الفتح نصر بن سيار الباقي إلى سنة اثنتين وسبعين وخمسمائة.

## قالوا عنه
- قال أبو النضر الفامي: | ” | شيخ عديم النظير زهدا وصلاحا وعفة، لم يزل على ذلك من ابتداء عمره إلى انتهائه. وكانت إليه الرحلة من الأقطار، والقصد لأسانيده، ولد سنة أربعمائة | “ |

. 
- قال أبو جعفر بن أبي علي الهمذاني: | ” | كان شيخنا أبو عامر من أركان مذهب الشافعي بهراة، كان نظام الملك يقول: لولا هذا الإمام في هذه البلدة، لكان لنا ولهم شأن يهددهم وكان يعتقد فيه اعتقادا عظيما، لكونه لم يقبل منه شيئا قط | “ |

. 
- قال السمعاني: | ” | هو جليل القدر، كبير المحل، عالم فاضل | “ |

. 
- قال أبو جعفر بن أبي علي:[1] | ” | كان شيخ الإسلام يزور أبا عامر ويعوده إذا مرض، ويتبرك بدعائه | “ |

.

## وفاته
قال الفامي مات أبو عامر الأزدي في جمادى الآخرة سنة 487 هـ.